# بنجامين هوارد
بنجامين هوارد (بالإنجليزية: Benjamin Howard)‏ هو محامي وسياسي أمريكي، ولد في 1760 في ليكسينغتون في الولايات المتحدة، وتوفي في 18 سبتمبر 1814 في سانت لويس في الولايات المتحدة. انتخب عضو مجلس النواب الأمريكي.